# 日本航空機エンジン協会
一般財団法人日本航空機エンジン協会（いっぱんざいだんほうじんにほんこうくうきエンジンきょうかい、Japanese Aero Engines Corporation、略称:JAEC ）は、経済産業省所管の財団法人から移行した一般財団法人。1981年設立。

## 概要
ジェットエンジンの国際共同開発の際、日本側をとりまとめる団体として日本のジェットエンジンメーカー3社、石川島播磨重工業（現・IHI）、三菱重工業、川崎重工業の協力のもと設立された。
- 東京都中央区京橋２－５－１８　京橋創生館９階
- 代表理事：満岡次郎

## 事業
民間航空機エンジンの開発に関する調査・研究、それらに伴う試験や分析。民間航空機エンジンの製造や販売の促進。